# 久保恭久
久保 恭久（くぼ やすひさ、1960年10月21日 -　）は、日本の社会人野球の元選手（投手）・監督である。

## 経歴
和歌山県出身。橋本高では主に控え投手として起用される。1978年春季近畿大会県予選で決勝に進み、リリーフとして登板するが吉備高に大敗を喫する。同年夏も県予選で敗退し甲子園には届かなかった。なお橋本高の八年後輩に杉浦正則（日本生命投手、監督）がいる。
中京大学に進学。愛知大学リーグでは1981年秋季リーグから3季連続優勝。4年生の1982年春季リーグでは、6勝3敗で最優秀選手とベストナインに、同年秋季リーグは8勝2敗で敢闘賞とベストナインに選ばれた。同年の第31回全日本大学野球選手権大会では準決勝に進むが、仁村徹、大野久らのいた東洋大に敗退。リーグ戦通算54試合登板、21勝12敗、防御率1.81。
大学卒業後は日産自動車に入社、貴重な左腕として活躍する。1984年の都市対抗では1回戦で電電東海に完投勝利、同期入社の大野久が決勝本塁打を放つ。その後も勝ち進み、準決勝では北海道拓殖銀行の中村弘道に投げ勝ち2勝目。日本鋼管との決勝でも先発、打撃戦を10-9で制しチーム初優勝を飾った。翌1985年の都市対抗でも2勝を挙げ準々決勝に進むが、日本生命に敗退。選手専任で14シーズン、コーチ兼任選手として3シーズンを過ごし、1999年シーズン終了後監督に就任した。
指導者としても手腕を発揮し、2003年の第30回社会人野球日本選手権大会で同大会チーム初優勝に導いた。都市対抗野球では2005年（第76回大会）、2006年（第77回大会）と2年連続で決勝に進出したが、いずれも準優勝に終わった。日産自動車は2009年のシーズンをもって休部。10シーズンにわたり指揮を執り、その間に日産自動車に在籍していた選手のうち9人がNPBのドラフト指名を受けた（後述）。
日産自動車休部後の2010年5月、近畿地区のパナソニックからの誘いを受けて転籍。2010年シーズンは副部長として主に選手のスカウティングを行っていた。
前任者の退任に伴い、2011年シーズンから監督に就任。3シーズンにわたってチームを率いた。2014年からは近畿大学硬式野球部で投手アドバイザーを務めた。
2018年シーズンよりJR東海の監督に就任した。2022年12月1日付で退任。

## 主なタイトル・表彰
- 都市対抗野球大会10年連続出場（1993年）

## NPBドラフト指名を受けた選手
久保が指揮を執っている間にチームに在籍していた選手から10人がNPBドラフト指名を受けた。☆印は他チーム移籍後、当該チームにおいて指名。
日産自動車監督時代
- 押本健彦：投手（日本ハム→ヤクルト）
- 三橋直樹：投手（横浜→独立・富山）
- 梵英心：内野手（広島）
- 高崎健太郎：投手（横浜）
- 青木高広：投手（広島→巨人）
- 野上亮磨：投手（西武→巨人）
- 堂上隼人：捕手（ソフトバンク）☆
- 久古健太郎：投手（ヤクルト）☆
- 熊代聖人：外野手（西武）☆

パナソニック監督時代
- 秋吉亮：投手（ヤクルト→日本ハム→独立・福井→ソフトバンク→独立・千葉）